# Gerfaut (contre-torpilleur)
Pour les articles homonymes, voir Gerfaut.
Le Gerfaut est un navire de guerre, contre-torpilleur de la classe Aigle de type 2 400 t de la Marine nationale française en service de 1932 à 1942 sous la Troisième République et le Régime de Vichy. Il participe à la Seconde Guerre mondiale et se saborde à Toulon en novembre 1942. Renfloué en 1943 pour la Regia Marina, il est bombardé, coulé en 1944 et enfin démantelé en 1948.

## Construction
C'est un grand contre-torpilleur fait d'acier à quatre cheminées (deux par turbine) destiné à l'escorte et à la lutte anti-sous-marine (ASM). Ordonné par le programme naval 1927, sa construction débute aux Ateliers et chantiers de Bretagne à Nantes le 13 mai 1929. Il est lancé le 14 juin 1930. Il est donné pour 128,5 m de long hors tout et 122,4 m à la ligne de flottaison. Il a 11,84 m de large et un tirant d'eau de 4,23 m. Il déplace 2 442 t Washington et 3 140 t métriques à pleine charge. Il est mû par deux turbines Parsons (installées longitudinalement) à simples engrenages et triple détente et 4 chaudières Du Temple multitubulaires actionnant 2 hélices tripales. La machinerie délivre deux fois 32 000 ch et propulse le navire à 36 nd en ordre de marche normale. Une vitesse de 40,01 nd est facilement passée aux essais. Il est armé de 5 canons de 138 mm, 4 canons de 37 mm anti-aérien (AA), 4 mitrailleuses de 13,2 mm AA (2 affûts doubles), 6 tubes lance-torpilles de 550 mm (2 lanceurs triples) et 2 lance-grenades ASM (44 grenades). Il a une autonomie de 3 650 nautiques à 18 nd avec 650 t de mazout.

## Histoire
Du 15 janvier 1931 au 14 mars 1932, on procède à son neuvage (essais). Il entre en service le 15 mars 1932 avec 217 membres d'équipage.
Quand la guerre éclate, il est attaché à Toulon et opère en Méditerranée comme escorteur de la 7e division de contre-torpilleurs (7eDCT), puis il est placé en carénage fin 1939 début 1940. Ensuite, attaché à Brest et Cherbourg, toujours comme escorteur, des ennuis mécaniques diminuent son activité. Début juin 1940, il rallie Toulon où l'Armistice le surprend. Il intègre la Marine de Vichy. Il est placé sous l'autorité de l'amiral Jean de Laborde à la tête de 37 unités (les Forces de haute-mer). Il sort peu, à cause de la raréfaction de carburant et munitions.
Le 27 novembre 1942, lors de l'opération Lila, il se saborde dans le bassin Missiessy. Il est renfloué le 1er juin 1943 et cédé à la Regia Marina. Les Italiens décortiquent pendant quatre mois le navire déclaré en perte totale ne laissant que la coque à flot. Elle est coulée par bombardement aérien en 1944 et finalement démolie in situ en 1948.